# Große Moschee von Malang
Die Große Moschee von Malang (Indonesisch: Masjid Agung Malang) ist eine Moschee in der Stadt Malang in der Provinz Jawa Timur in Indonesien. Die 1903 eröffnete Moschee liegt im Zentrum der Stadt und ist als Hauptmoschee eine wichtige Institution für die Muslime in Malang. Neben religiösen und gemeinschaftlichen Aktivitäten betreibt die Moschee auch einen eigenen Radiosender, Medina FM, den sie für ihre Daʿwa benutzt. 

## Lage
Die Große Moschee von Malang, die umgangssprachlich Masjid Jami genannt wird, befindet sich im Stadtzentrum von Malang. Dies ist ein Zeichen dafür, dass Religion in Malang eine große Rolle spielt. Die Moschee liegt westlich des Stadtplatzes (Alun Alun Malang) und hat zwei Eingänge. Der Vordereingang ist zum Stadtplatz ausgerichtet und der Hintereingang führt direkt in ein Wohngebiet (Kampung). Die Gräber der Gründerväter der Moschee befinden sich ebenfalls auf dem Moscheegelände hinter dem Mihrab.

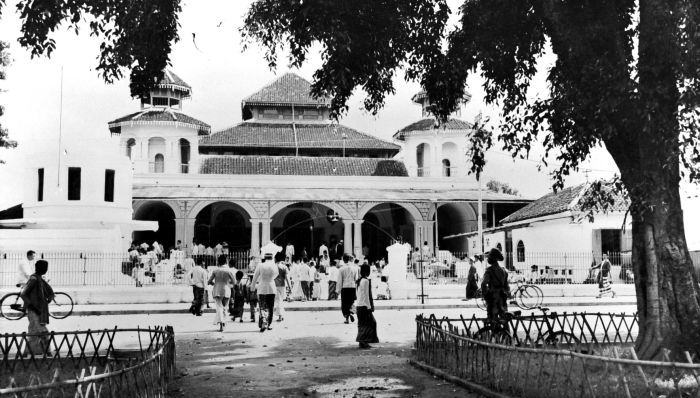
Die große Moschee von Malang im Jahr 1910.

## Geschichte
Die Große Moschee von Malang wurde in zwei Phasen erbaut. Die erste Bauphase begann im Jahr 1890 und die zweite Bauphase begann und endete im Jahr 1903. Die Moschee ist eine quadratische Stahlkonstruktion mit einem Dach in Form eines Tajug. Im Jahr 2000 wurde die Vorderseite bei einer Renovierung in ihre jetzige Form mit zwei Minaretten und Kuppeldächern umgebaut. Der hintere Teil der Moschee wurde im Original belassen, ist aber hinter der modernen Fassade versteckt.

## Architektur
Die Architektur ist eine Kombination aus javanischem und arabischem Stil. Die ursprüngliche javanische Architektur ist heutzutage noch im alten Teil der Moschee erhalten, wie zum Beispiel in der Tajug-Dachkonstruktion. Auch die 20 Holzsäulen im Inneren der Moschee sind typische javanische Bauelemente. Den arabischen Still erkennt man in den Fensterrahmen und der neu errichteten Vorderseite mit ihren zwei Minaretten und Kuppeldächern.
Das Gelände der Großen Moschee von Malang gilt als heilig, der Grad der Heiligkeit wird anhand der Bodenhöhe der einzelnen Abschnitte aber noch einmal genauer unterschieden. Den höchsten und damit heiligsten Punkt der Moschee stellt die Mihrāb im Gebetsraum dar, die 105 cm höher als die anderen Teile ist.